# Rhüden (Familie)
Rhüden ist der Name eines niedersächsischen Theologengeschlechts.

## Familienmitglieder
1. Conrad Rhüden (1488/89–1578), Konrektor des Johanneums zu Lüneburg
  1. Hieronymus Rhüden (1542–1620), Superintendent an St. Johannis (Lüneburg)
    1. Georg Rhüden (1592–1670), Erster Domherr und Vizedekan[1] des landtagsfähigen Domstifts Bardowick
      1. Hieronymus Rhüden (1615/16–1662), Domherr des landtagsfähigen Domstifts Bardowick, Provisor des Hospitals zum Heiligen Geist
        1. Barthold Rhüden (1669–nach 1722), Domherr des landtagsfähigen Domstifts Bardowick, Provisor des Hospitals zum Heiligen Geist ⚭ Johanne Ottilie (* 1690), Tochter des Jacob Philipp Werenberg, Pastor zu Amelinghausen
          1. Clara Maria Rhüden (1710–1775) ⚭ Johann Christian Jauch (1702–1778), Erster Domherr und Vizedekan des landtagsfähigen Domstifts Bardowick

        2. Georg Rhüden († nach 1719), Dr. med. und Practicus zu Lüneburg

      2. Barthold Rhüden (1630–1693), Dr. iur. und Advokat zu Hamburg
      3. Peter Rhüden († 1669), Marschvogt des Amtes Winsen